# アメリカ合衆国シークレットサービス
アメリカ合衆国シークレットサービス（アメリカがっしゅうこくシークレットサービス、米: United States Secret Service, USSS）は、主にアメリカ合衆国大統領の警護を行う執行機関である。

## 沿革

### 変遷
元々は1865年、南北戦争時に偽造通貨の横行に対しての防諜・捜査機関として創設されたアメリカ合衆国として最初の国内諜報機関で、1883年に財務省の麾下（きか）となる。その後連邦捜査局（FBI）・アルコール・タバコ・火器及び爆発物取締局（ATF）・入国税関管理局（ICE）・内国歳入庁（IRS）などへ警察機構の任務は移行され、財務省の傘下になり、貨幣の取締とともに伝統的に大統領警護の業務も置かれていた（2001年まで）。
2001年のアメリカ同時多発テロ事件の影響で、国土安全保障省（DHS）が設置され、シークレットサービスも財務省から同省へと移管された。

### 年表
- 1865年：7月5日、財務省に「Secret Service Division（秘密捜査部）」として設置
- 1883年：財務省内の個別の機関として正式に承認される
- 1894年：非公式に、グロバー・クリーブランド大統領の非常駐警護を始める
- 1901年：マッキンリー大統領暗殺事件を受け、議会が大統領警護を非公式に依頼
- 1902年：フルタイムでの大統領警護を引き受ける
- 1908年：セオドア・ルーズベルト大統領が、職員の一部を司法省に移管し、建国当時からの大統領直轄の法執行機関「連邦保安官」とは別の新たな捜査機関「捜査局」（BOI）とする。現在の連邦捜査局（FBI）。
- 1913年：議会が大統領の恒久的な護衛権限を承認
- 1922年：10月1日、ウォレン・ハーディング大統領の要請に基づき「ホワイトハウス警察隊（White House Police Force）」が創設される
- 1930年：ホワイトハウス警察隊が指揮下に置かれる
- 1951年：議会が大統領等の護衛をシークレットサービスが行うことを正式に立法化
- 1970年：ホワイトハウス警察隊が行政府保護局（Executive Protective Service）に改称される
- 1977年：11月15日、行政府保護局がシークレットサービス制服部門に改称される
- 1984年：議会がカード詐欺・重大なコンピュータ詐欺・本人確認書類偽造に対する捜査権を承認
- 1986年：10月5日、財務省警察がシークレットサービス制服部門に統合される
- 2001年：愛国者法に基づき、電子犯罪特別対策部隊の設立が承認される
- 2002年：国土安全保障省の設立に伴い、傘下に移管される
- 2004年：バーバラ・リッグスが女性初の副長官に任命される
- 2006年：電子犯罪特別対策部隊の支部が15から24に拡大される
- 2013年：3月27日、初の女性長官ジュリア・ピアソン（英語版）が就任[2]
- 2014年：10月1日、ホワイトハウスへの侵入事件等の相次ぐ警備体制不備の責任を取り、ピアソン長官が辞任。長官代行に幹部のジョセフ・クランシー（英語版）が就任[3]
- 2024年：7月23日、ドナルド・トランプ暗殺未遂事件を防げなかったことの責任を取りキンバリー・チートル（英語版）長官が辞任。副長官のロナルド・ロウが長官代行に就任[4]。

## 組織
シークレットサービスは、警護を担当するエージェント3,200人、制服部門（Uniformed Division）1,300人、技術・管理部門2,000人からなる6000人以上の職員を抱えている。

### 警護作戦局(Office of Protective Operations)

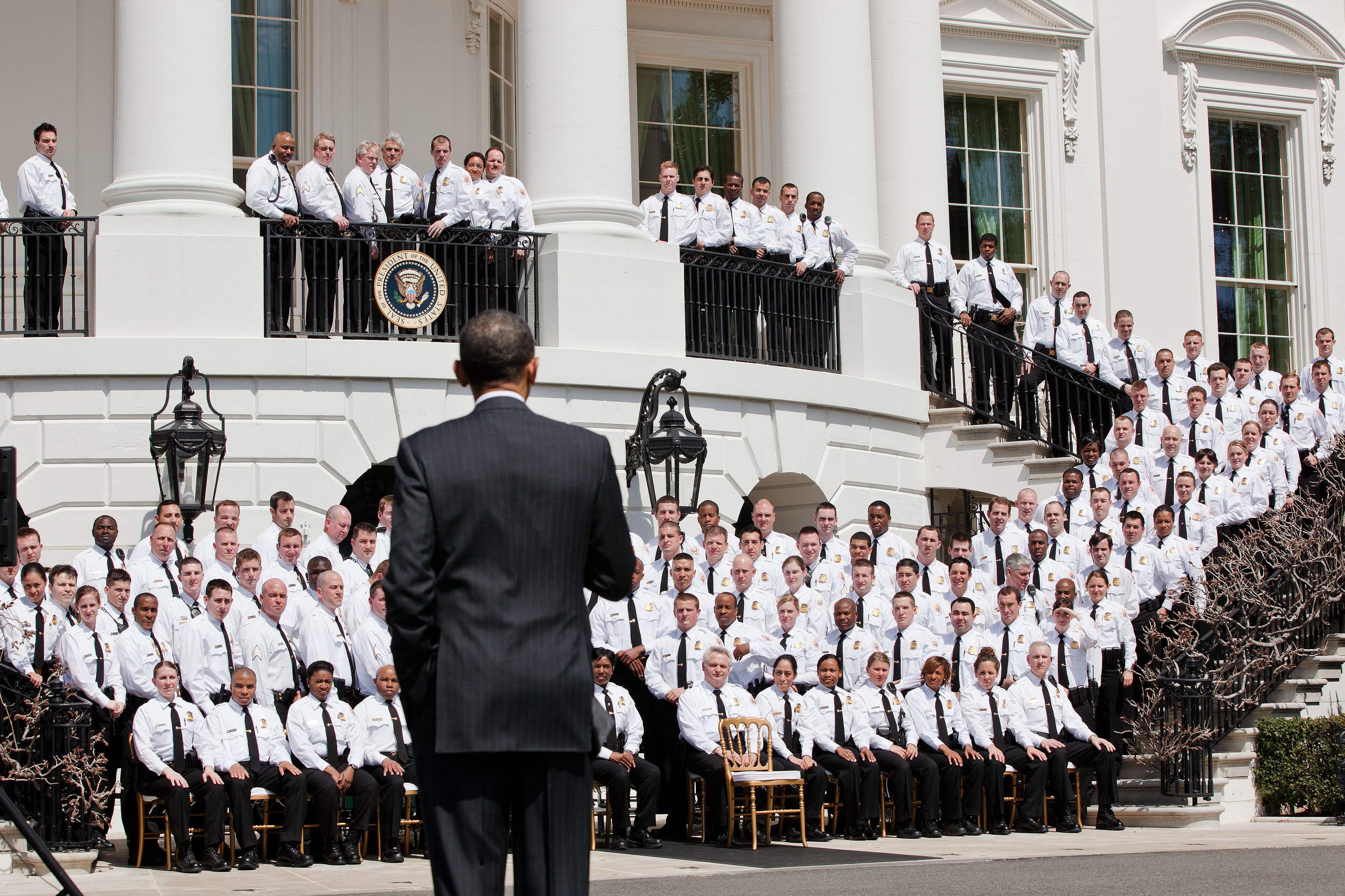
2011年4月4日、制服部門を前に演説を行うバラク・オバマ大統領。

シークレットサービスが担当する警護任務全般を管轄する。その対象は大統領やアメリカの要人に留まらず、アメリカを訪れた各国首脳なども含まれる。
大統領警護部門 (Presidential Protective Division)
大統領及び大統領一家への直接警護を担当する部隊。エージェントが所属する部署である。
制服部門(Uniformed Division)

このうち、1922年にホワイトハウス警察隊として設立され、1930年のシークレットサービスへの完全統合で誕生した制服部門は、ホワイトハウス一帯・副大統領官邸・財務省（ホワイトハウスの敷地内の部署）・ワシントンD.C.内の在外公館の安全を担っており、以下の部隊が存在する。
- 対狙撃部隊（Countersniper Unit:CS）…1971年創設。シークレットサービスのカウンタースナイパーに対する支援を行う。
- 爆発物探知犬部隊（Canine Explosives Detection Unit:K-9）…1976年創設。シークレットサービスの爆発物対策に対する支援を行う。
- 緊急対応部隊（Emergency Response Team:ERT）…1992年創設。ホワイトハウス及びその敷地内への不法侵入とその他の攻撃に対する戦術的な対応を行う特殊部隊。ERTの全職員は高度に専門的な訓練を積み、常に身体と戦術的技量を高度に維持しなければならない。
- 金属探知機（Magnetometers）…シークレットサービスの警護地帯へ入る人物が、非武装であることを保証するために金属探知機による検査を行う。

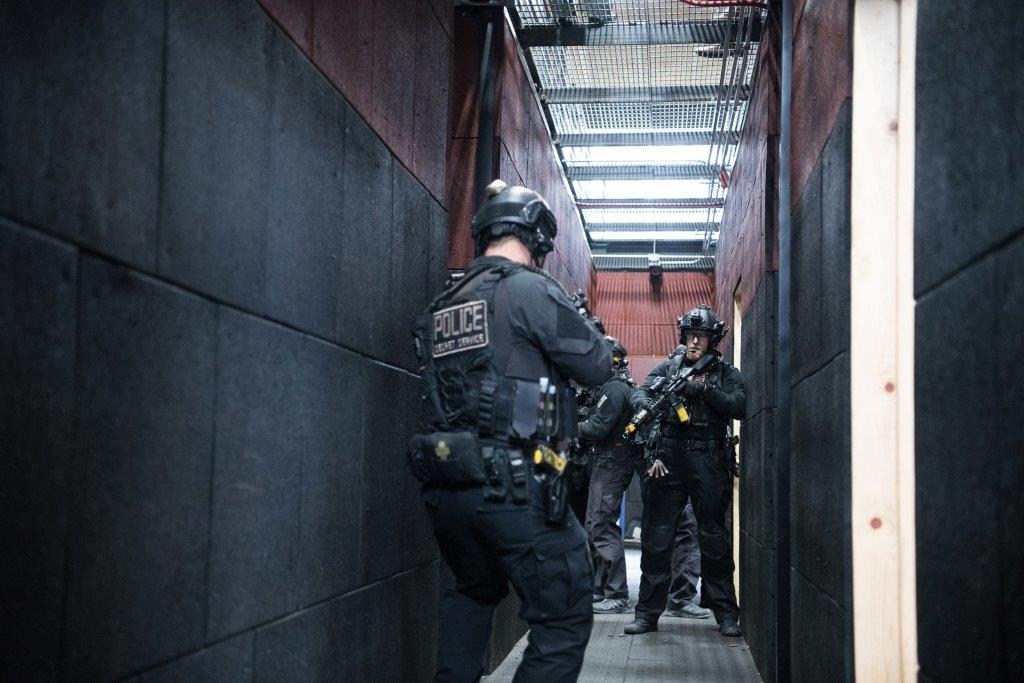
メリーランド州のトレーニングセンターで訓練を行うCAT隊員

特殊作戦部門 (Special Operations Division)
- 対襲撃部隊(Counter Assault Team:CAT)…1979年創設。重武装の襲撃者に対して反撃し、警護対象者が退避する時間を作る任務を負う特殊部隊。隊員は特別捜査官として経験を積んだ者から選抜される。警護を担当する際は防弾ヘルメットやプレートキャリアを着用し、SR-16アサルトライフルを携行するなど完全武装である。特別捜査官と異なり大統領の側で警護することはないが、常に大統領の周囲に展開しており、大統領の警護車列にもCAT隊員が乗る車両が必ず含まれている。また警護対象が外遊する際、外遊先によっては陸軍特殊部隊群や海兵隊フォース・リーコンなどの特殊部隊(日本外遊時なら訪問先の都道府県に関わらず警視庁特殊急襲部隊)と共同で警護を実施することがある。その場合、米軍の特殊部隊員は警護要員としての区別を容易にするため、服装を黒のトップスとタンのパンツに統制される。

### 技術開発・任務支援局(Office of Technical Development and Mission Support)

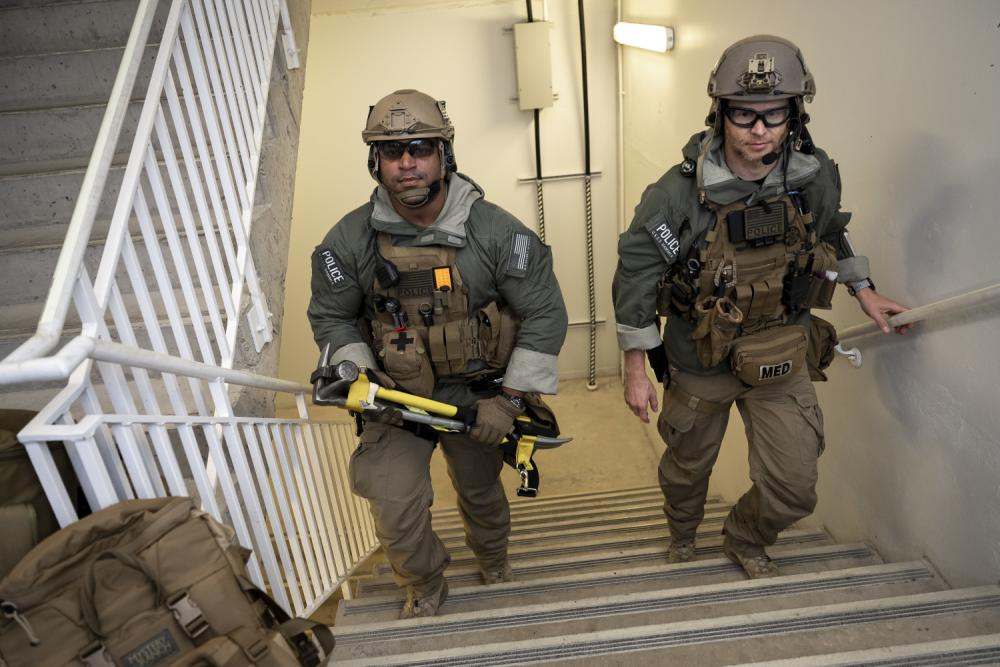
ニューヨークで開催された国連連合総会でのHAMMER隊員

技術警護部門(Technical Security Division)
主に技術的な側面から警護を支援する部門。爆発物処理やドローン対策などを行っている。
- 有害物質軽減・医療緊急対応部隊(Hazardous Agent Mitigation and Medical Emergency Response Team:HAMMER)…大統領やシークレットサービス隊員への応急医療技術の提供と、化学・生物・放射線兵器への対処を行う部隊。また大統領が建物や車などに閉じ込められた際の救出も担当する。CATと同様に大統領の周囲に待機し、襲撃を受けた際に対処行動を開始する。隊員は緑のジャケットにタンのパンツ、プレートキャリアを着用し、防弾ヘルメットを着用する例も見られる。携帯する武器は拳銃のみだが、治療のための医療資機材や救出に使うハンマー、バール等の工具を携行する。大統領の外遊の際にも同行し、警護車列に含まれる救急車は本部隊が運用している。

## 任務

### 警護・警備

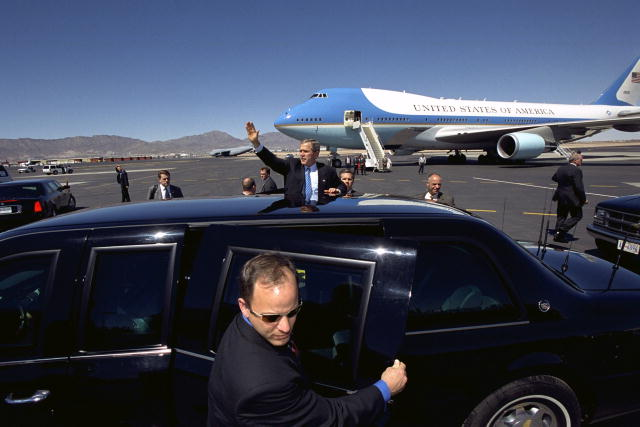
大統領専用車のドアを開ける特別捜査官

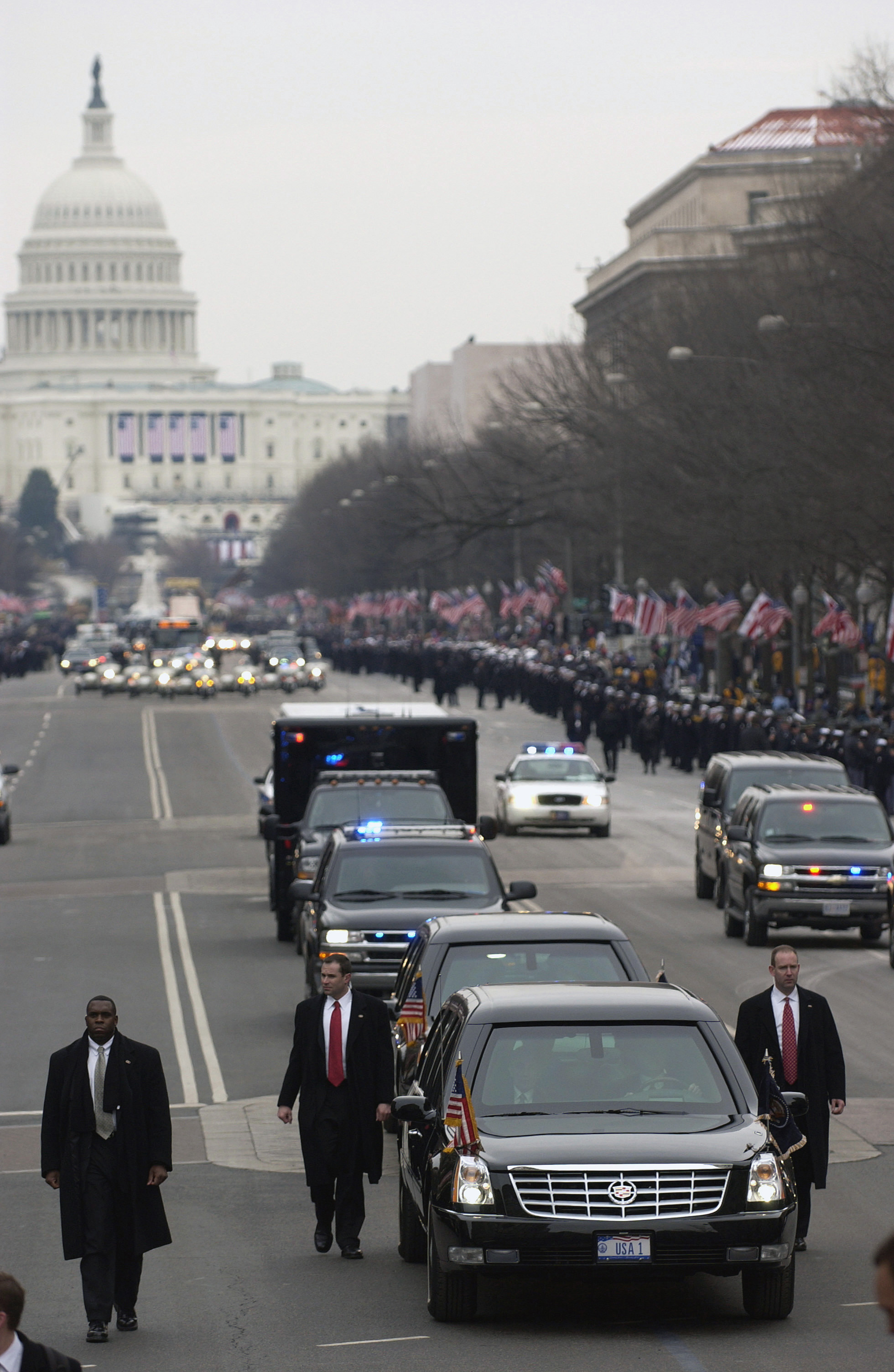
2005年、ブッシュ大統領の就任式パレードで大統領専用車と車列を警護する特別捜査官。

シークレットサービスの任務として広く知られているものは、
- アメリカ合衆国正副大統領とその一家
- 大統領選挙投票日まで120日を切って以降は、正副大統領候補とその配偶者
- 次期正副大統領（選挙結果確定から就任日まで）
- 元大統領とその一家（当人と離婚していない配偶者（当人が辞退した場合を除き、生涯警護対象となる[9]）及び夫妻の16歳以下の子）
- 訪米中の各国元首と、同行するその配偶者（到着から離米まで）
- その他の高位にある外国人訪米者
- 外国で特別任務を行う合衆国の公式代表者（大使・公使）
- その他の大統領令で定められた個人
- 国土安全保障省長官が定めた国家特別警備行事(NSSE)

の警護・警備である（ちなみに、彼らのうち現職正副大統領及び次期正副大統領以外は、警護を拒否することもできる）。
合衆国大統領とその家族が旅行する際には、地元警察（アメリカ国内なら訪問先の州警察、日本外遊時なら訪問先の都道府県に関わらず警視庁警備部警護課）および軍と協力してエアフォースワンやマリーンワンなどの内部、また大統領専用車両から警護を行う。
シークレットサービスの大統領護衛部門の仕事はシフト制であり、2週間単位で昼勤、深夜勤、夜勤が入れ替わる。これが終わると2週間のトレーニング期間に入り、トレーニング期間が終了すればまた仕事に戻る形となっている。警護中は食事を摂ることも、雨の中で傘をさすことも出来ないなど肉体的に過酷であり、だいたいは4、5年で限界が来るとされる。
シークレットサービスは、新大統領が就任するとコードネーム(米国大統領)を付ける。オバマには「レネゲード(反逆者)」、バイデンには「ケルティック(ケルト人)」、などがある。

### 捜査
しかしながら、シークレットサービス設立時の本来の任務は、偽造通貨などの取り締まり、様々な不正経理犯罪・個人情報窃盗の捜査、地域犯罪における科学捜査情報の提供である。これらの任務では、政府小切手・トラベラーズチェックのような通貨等価物の偽造、いわゆるナイジェリアの手紙として有名なナイジェリア刑法第419条に抵触するような詐欺、クレジットカード詐欺の捜査を行う。
また、連邦コンピュータ犯罪法に対する司法権も有している。シークレットサービスは合衆国全域に15の電子犯罪特別対策部隊 (Electronic Crimes Task Forces:ECTF) を設立している。ここでは、技術的な犯罪を防止するためにシークレットサービス、連邦/地方警察、民間部門、学術部門との協力関係が構築されている。

## 権限
シークレットサービスの捜査官と職員には、合衆国法典第18編2部203章3056条により以下の権限が認められている。
- 火器の携行
- 連邦令状を執行する
- 現行犯逮捕
- シークレットサービスの管轄する法に反する者の逮捕を導く情報等の、提供の依頼と報酬の付与
- 本人確認書類の偽造・詐欺商法・架空証券の捜査
- 法で認可されたその他の職務の遂行

## 装備

### 特別捜査官
シークレットサービスの私服部隊は、TPOに応じた服を着用する。これは多くの場合、控えめなビジネススーツを意味する。
しかしながら、前述のようにTPOに応じた服を着用することから、彼らの衣服はタキシードからジーンズ、スポーツウェアまで多岐にわたるようである。例えば大統領がパーティーに出席するにはタキシード、大統領が乗馬やジョギング、ゴルフなどのスポーツを楽しむ際にはジーンズやスポーツウェアを着ている警護官を写真や映像などで確認することが出来る。
また、写真や映像などでも多く確認されるように、任務中は無線のアコースティックチューブ（透明シリコンのコイル型イヤホン）を着用していることが多いほか、外での警護任務の際などには状況に応じてサングラスを着用する。

### 制服部隊
制服部隊については、ホワイトハウス警護官向けに儀礼服が用意されている。この儀礼服に関しては、通常の警察官の制服とほぼ同様のものとなっている。
また、専門的な作業・任務にあたる職員には、専用の衣服が用意されている。調査官のためには専用の作業服が、カウンタースナイパー（ホワイトハウス屋上から狙撃銃と双眼鏡を手に24時間外周監視に当たっている）のためには作業服・識別ベストが用意されている。

### 使用する銃器

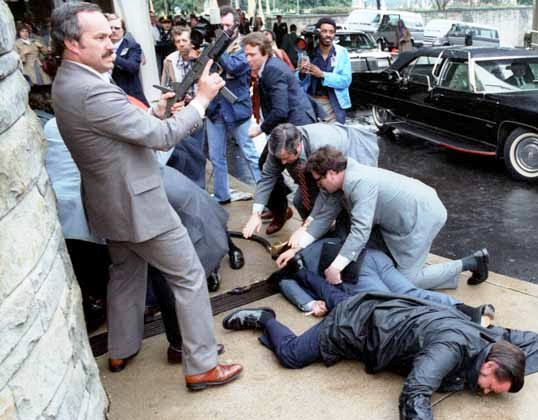
ウージーを構えるシークレットサービス（レーガン大統領暗殺未遂事件の発生直後）

2019年の時点で、特別捜査官と制服部隊の警護官が自動式拳銃の中でも強力な火力（装弾数が多い）を有するとされるSIG SAUER P229の.357SIG弾仕様、グロック29、グロック19 MOS Gen5、グロック47 MOS Gen5、およびFN Five-seveNを携行している。
また、特別捜査官に関してはレミントンM870・FN P90・H&K MP5などの近接戦闘用武器の訓練も積んでいる。
1981年に起こったレーガン大統領暗殺未遂事件の際に、警護官がIMI ウージーを秘匿携行していることが明らかとなった。

## 訓練
シークレットサービスの新人職員は全員、犯罪捜査官訓練プログラム（Criminal Investigator Training Program (CITP)）下のジョージア州グリンコの連邦法執行訓練センター（Federal Law Enforcement Training Center）で、法運用・火器操法・防御戦術・報告書の書き方等の基礎的な警察技術についての訓練を11週間受ける。
その後、彼らはワシントンD.C.に戻り、郊外のシークレットサービス訓練学校で17週間に及ぶ追加的な訓練を積む。ここでは、偽札やクレジットカード詐欺の見破り方・物理的防護の方法・特殊な車両運転法など、シークレットサービスの二つの任務である「警護」と「経済犯捜査」に焦点を当てた訓練を行う。
これらの訓練終了後も、シークレットサービスの職員と捜査官は現役の間常に、火器操法・緊急医療などの訓練を行う。

### 警護官
シークレットサービスの捜査官の中でも、警護・警備の任務に就く者は、警護対象に関する様々な緊急事態シナリオをシミュレーションした訓練に参加する。これらは、シークレットサービス以外の様々な捜査機関・司法機関等と連携して行われる場合もある。

## 活動史

### トルーマン大統領襲撃事件
大統領に対する襲撃を防いで死亡したエージェントは、ホワイトハウス警察隊（White House Police Force）に所属していたレスリー・コッフェルト (w:Leslie Coffelt) ただ一人である。ホワイトハウスが改築中のため、ハリー・S・トルーマン第33代大統領は通りを隔てたブレアハウスに滞在していた。
1950年11月1日午後2時過ぎ、プエルトリコの国家主義者グリセリオ・トレソーラとオスカー・コラッツオの2人が大統領を暗殺する目的で近づき、コッフェルトを含むホワイトハウス警護官3人に対して発砲した。コッフェルトはルガーから発射された3発の銃弾を胸部と腹部に受けながらも応射し、トレソーラの頭を打ち抜いて射殺している。
コラッツオは負傷するものの生き残り、1979年にプエルトリコに戻る前に29年間服役している。

### 同時多発テロにおける救助活動
シークレットサービスニューヨーク事務所は、2001年9月11日の同時多発テロでニューヨーク世界貿易センタービルのノースタワー (1WTC) とサウスタワー (2WTC) と共に崩壊した7WTCに位置していた。
攻撃の直後、ニューヨーク事務所に駐在していた特別捜査官と他の職員は真っ先に応急処置の対応を行った。ニューヨーク事務所に配置されていた67人の特別捜査官は、トリアージエリアの設置やタワーからの避難の手助けをすることで地元消防・警察救助隊の支援を行った。シークレットサービスの職員、Master Special officerのクレイグ・ミラーがこの救助作業中に命を落としている。
2002年8月20日、長官のブライアン・スタフォードは救助活動に参加したすべての特別捜査官と従業員に対してディレクターズ・バロー賞を授与し、彼らの勇敢さを讃えた。

### トランプ前大統領暗殺未遂事件
CNNの報道によれば、犯人は集会会場のすぐ外の建物の屋上から何発も発砲したという。なお犯人はシークレットサービス狙撃隊員によって殺害されたと報じている。また、アメリカのABCニュースも警察当局筋の話として、犯人はAR型ライフルで8発もの弾丸を発射したと報じている。
FBIの声明によると、「容疑者の身元が判明したと考えているが、「捜査上の非常に微妙な点」であるため名前はまだ公表していない。なお現時点では、犯人は「一匹狼だと考えている」と報じている。さらに犯人はトランプが演説していたステージから200〜300ヤード（約180〜280m）離れたビルの屋上からライフルで発砲したが、その後シークレット・サービスの狙撃チームが犯人を即座に射殺したとも報じている。

## 不祥事

### 米州サミットでの不祥事
2012年4月、コロンビアで開催される米州首脳会議に向けて事前に派遣されていた特別警護官と制服部隊の11人が、宿泊していたカルタヘナの「ホテルカリブ」のバーで出会った女性11名を自室に連れ込んだとして本国に送還された。このうち一部の隊員は、連れ込んだ女性が売春婦であることを認めた。

### ホワイトハウス侵入事件
2014年9月19日、刃物を持った男が柵を乗り越えてホワイトハウスの敷地内に入り込んだあと、さらに建物内部に上がり込み、大統領居住地区の近くにあって記者会見などがおこなわれる「イーストルーム」と呼ばれる大広間まで侵入して取り押さえられる事件が発生した。大統領一家は事件数分前にホワイトハウスを離れていて、怪我人は出なかった。事件を巡っては取り押さえられた場所が当初「玄関」とされていたものが、実際には建物の奥深くまで侵入していたことが内部告発で発覚するなど発表が二転三転した。さらに同年9月にオバマ大統領がアトランタを訪問した際には、犯歴のある銃を所持した民間警備員をエレベーターに大統領と同乗させるなど、不祥事が続いたことから、ジュリア・ピアソン長官が引責辞任することとなった。

### 大統領補佐官宅侵入事件
2023年4月、ジェイク・サリバン国家安全保障問題担当大統領補佐官の自宅に不審者が侵入したことにシークレットサービスが気付かなかった。事件はワシントンの自宅で未明の時間帯に発生し、在宅していたサリバンは家内で不審者と遭遇していたが、無事だった。その後、不審者はシークレットサービスに気づかれることなく立ち去った。国家安全保障担当大統領補佐官は24時間体制の警護を受ける重要人物であり、特にイラン革命防衛隊はトランプ前政権がイラン核合意を一方的に破棄したという理由で、トランプ前政権のジョン・ボルトン国家安全保障補佐官、マイク・ポンペオ国務長官などに対する暗殺を企てた。バイデン政権発足直後にこのことが明らかになると、シークレットサービスはボルトン、ポンペオ、サリバンに対する警護を大幅に強化していたが、不審者の侵入を許す結果となった。

## 事務所
シークレットサービスの事務所の一覧

### 国内
カッコ内は地域内の事務所数。
- アラバマ州(2)
- アラスカ州
- アリゾナ州(2)
- アーカンソー州
- カリフォルニア州(9)
- コロラド州
- コネチカット州
- デラウェア州
- ワシントンD.C.
- フロリダ州(7)
- ジョージア州(3)
- グアム
- ハワイ州
- アイダホ州
- イリノイ州(2)
- インディアナ州
- アイオワ州
- カンザス州
- ケンタッキー州(2)
- ルイジアナ州(2)
- メイン州
- メリーランド州
- マサチューセッツ州
- ミシガン州(3)
- ミネソタ州
- ミシシッピ州
- ミズーリ州(3)
- モンタナ州
- ネブラスカ州
- ネバダ州(2)
- ニューハンプシャー州
- ニュージャージー州(3)
- ニューメキシコ州
- ニューヨーク州(8)
- ノースカロライナ州(4)
- ノースダコタ州
- オハイオ州(6)
- オクラホマ州(2)
- オレゴン州
- ペンシルベニア州(4)
- プエルトリコ
- ロードアイランド州
- サウスカロライナ州(3)
- サウスダコタ州
- テネシー州(4)
- テキサス州(9)
- ユタ州
- バーモント州
- バージニア州(3)
- ワシントン州(2)
- ウェストバージニア州
- ウィスコンシン州(2)
- ワイオミング州

### 国外
カッコ内は所在都市
- ブラジル(ブラジリア)
- ブルガリア(ソフィア)
- カナダ(モントリオール、オタワ、トロント、バンクーバー)
- コロンビア(ボゴタ)
- 中国(香港)
- フランス (パリ)
- インターポール
- ドイツ (フランクフルト)
- イタリア (ローマ)
- メキシコ (メキシコシティ)
- ユーロポール (デン・ハーグ)
- ルーマニア (ブカレスト)
- ロシア(モスクワ)
- 南アフリカ共和国 (プレトリア)
- イギリス (ロンドン)

## 類似組織
- ロシア連邦警護庁 - ロシア版シークレットサービス。
- 警視庁警備部警護課 - 日本版シークレットサービス。
- 中国共産党中央弁公庁警衛局 - 中国版シークレットサービス。
- 中華民国国家安全局 − 台湾版シークレットサービス。
- 大韓民国大統領室 - 韓国版シークレットサービス。
- ロンドン警視庁王室・要人警護部（Royalty and Specialist Protection） - イギリス版シークレットサービス。
- フランス国家憲兵隊共和国親衛隊 - フランス版シークレットサービス。
- ドイツ連邦刑事局近接警護部隊（Close Protection Group）- ドイツ版シークレットサービス。

## 登場作品

### 映画・テレビドラマ
『L.A.大捜査線/狼たちの街』
『24 -TWENTY FOUR-』
アーロン・ピアースが所属している。
『NCIS 〜ネイビー犯罪捜査班』
『ウェアハウス13 〜秘密の倉庫 事件ファイル〜』
『エンド・オブ・キングダム』
『エンド・オブ・ステイツ』
『エンド・オブ・ホワイトハウス』
『ザ・シークレット・サービス』
『エアフォース・ワン』
『インデペンデンス・デイ』
『ザ・センチネル/陰謀の星条旗』
『ジオストーム』
『シークレットサービス』
フォード元大統領の三男のスティーブン・フォードがホストの、実際の事件をもとにしたテレビ・ドラマ。
『バンテージ・ポイント』
『不機嫌な赤いバラ』
『ホワイトハウス・ダウン』
ホワイトハウスが主要な舞台となるため、多数の人物が登場する。
『ホワイトハウスの陰謀』
『ワイルド・ワイルド・ウエスト』
『プリズン・ブレイク』
『サバイバー: 宿命の大統領』

### ゲーム
『SECRET SERVICE』
『コール オブ デューティ ブラックオプス2』
国際テロ組織「コルディス・ダイ」によって攻撃を受けているロサンゼルスから大統領を脱出させるためにアメリカ軍やFBI、LAPDらと協力して脱出地点まで大統領を護衛する。武装が強化されており、M8A1 アサルトライフルやUH-60 ブラックホークを使用する。